# Robertus
Ctenium là một chi nhện trong họ Theridiidae.

## Các loài
- Robertus alpinus Dresco, 1959
- Robertus arcticus (Chamberlin & Ivie, 1947)
- Robertus arundineti (O. P.-Cambridge, 1871)
- Robertus banksi (Kaston, 1946)
- Robertus borealis (Kaston, 1946)
- Robertus calidus Knoflach, 1995
- Robertus cantabricus Fage, 1931
- Robertus cardesensis Dresco, 1959
- Robertus crosbyi (Kaston, 1946)
- Robertus emeishanensis Zhu, 1998
- Robertus eremophilus Chamberlin, 1928
- Robertus floridensis (Kaston, 1946)
- Robertus frivaldszkyi (Chyzer, 1894)
- Robertus frontatus (Banks, 1892)
- Robertus fuscus (Emerton, 1894)
- Robertus golovatchi Eskov, 1987
- Robertus heydemanni Wiehle, 1965
- Robertus insignis O. P.-Cambridge, 1907
- Robertus kastoni Eskov, 1987
- Robertus kuehnae Bauchhenss & Uhlenhaut, 1993
- Robertus laticeps (Keyserling, 1884)
- Robertus lividus (Blackwall, 1836)
- Robertus longipalpus (Kaston, 1946)
- Robertus lyrifer Holm, 1939
- Robertus mazaurici (Simon, 1901)
- Robertus mediterraneus Eskov, 1987
- Robertus monticola Simon, 1914
- Robertus naejangensis Seo, 2005
- Robertus neglectus (O. P.-Cambridge, 1871)
- Robertus nipponicus Yoshida, 1995
- Robertus nojimai Yoshida, 2002
- Robertus ogatai Yoshida, 1995
- Robertus potanini Schenkel, 1963
- Robertus pumilus (Emerton, 1909)
- Robertus riparius (Keyserling, 1886)
- Robertus saitoi Yoshida, 1995
- Robertus scoticus Jackson, 1914
- Robertus sibiricus Eskov, 1987
- Robertus similis (Kaston, 1946)
- Robertus spinifer (Emerton, 1909)
- Robertus truncorum (L. Koch, 1872)
- Robertus ungulatus Vogelsanger, 1944
- Robertus ussuricus Eskov, 1987
- Robertus vigerens (Chamberlin & Ivie, 1933)